# Chrysometa chica
Chrysometa chica este o specie de păianjeni din genul Chrysometa, familia Tetragnathidae, descrisă de Lévi, 1986.
Este endemică în Ecuador. Conform Catalogue of Life specia Chrysometa chica nu are subspecii cunoscute.